# Кунімунд
Кунімунд (д/н — 567) — останній король гепідів у 560—567 роках.

## Життєпис
Молодший син Торисвінта, короля гепідів. У 551 або 552 році після смерті старшого брата Торисмода стає спадкоємцем трону.
У 560 році після смерті батька стає королем гепідів. Слідом за цим намагався налагодити відносини з Візантією, можливо пропонував союз проти аварів, що тоді надто посилилися. Можливо, у 561—565 роках допомагав візантійцям стримувати аварські війська на Дунаї. У 565 році після сходження на трон імператора Юстина II відносини з Візантією ще більше поліпшилися. Кунімунд пообіцяв останньому в обмін на допомогу повернути місто Сірмій. Того ж року рушив проти Лангобардського королівства, якому в декількох битвах протягом 565—566 років завдав поразок. Тим самим помстився за смерть свого брата. Але після цього відмовився повертати візантійцям Сірмій. В свою чергу ті відмовилися від союзу з гепідами.
У 567 році Албойн, король лангобардів, в союзі з аварами на чолі із каганом Баяном виступив проти Кунімунда. Війська гепідів зазнали нищівної поразки, а сам король загинув. За легендою Албойн з черепа Кунімунда зробив кубок, з якого на бенкеті у Вероні змусив пити Розамунду, доньку Кунімунда. Згідно з Павлом Дияконом, багато гепідів 568 року пішли з лангобардами до Італії, а Розамунда вимушена була стати дружиною Альбойна.
Існують різні відомості про вбивство Альбойна:
За свідченням Грегора фон Тур (Gregor von Tours) (539–594), сучасника тих подій, Розамунда отруїла Альбойна, якого вона ненавиділа як вбивцю свого батька Кунімунда, зі своїм коханим (нібито рабом), якого не назвали Також сучасний їй літописець Йоханнес фон Бікларо (Johannes von Biclaro) писав, що Альбойн був убитий вночі його соратниками у Вероні за намовою його дружини.
Маріус фон Авенчес (Marius von Avenches) додав, що вбивство здійснив Гелмехіз.
"Origo Gentis Langobardorum", VII ст. ("Походження народу лангобардів") повідомляє, що Альбойн був убитий у своєму палаці у Вероні Гелмехізом та Розамундою за порадою Перитея.
Найдетальніша, але схожа на легенду, історія передана Павлом Дияконом:
Розамунда 572 або 573 року вступила в змову зі зброєносцем і молочним братом короля Гелмехізом, який запропонував для здійснення вбивства використати Передео, «дуже сильну людину».
Невдовзі, одну з ночей Передео провів зі служницею. Але виявивши, що то була переодягнена Розамунда, і що ним вчинено перелюб з дружиною свого короля, боячись відплати, Передео погодився взяти участь у замаху.
Передео радить заклинити меч Альбойна в ножах і вбити короля уві сні. Після великого бенкету Альбойн заснув сп'янілим, а прокинувшись під час замаху — опинився беззбройним, намагався відбиватись від своїх нападників стільчиком для ніг, але був убитий.

Частково завдяки роботі Павла Диякона, мабуть, є певна плутанина щодо того, хто насправді вбив Альбойна, і Гелмехіз, і Передео були призначені єдиним вбивцею.
Розамунда, Гелмехіз та Альбсуїнда, дочка Альбойна від його першої дружини, разом з частиною прихильників втекли до східноримського оплоту — Равенни з великою часткою скарбів Альбойна. Тут до неї посватався равеннський екзарх Лонгин. Бажаючи позбутися Гелмехіза, Розамунда піднесла йому отруту. Відчувши себе отруєним, він змусив королеву випити решту отрути..
Після загибелі Кунімунда частина гепідів опинилася у 568 році в північній Італії, але більша частина опинилася під владою аварів, інші відступили до балканських володінь візантійської імперії.